# Y ahora Encarna
Y ahora Encarna era un programa de entrevistas producido por Antena 3 para la cadena española Antena 3 que lo emitió entre el 27 de noviembre de 1990 y el 19 de febrero de 1991.
El programa se emitía semanalmente, los martes por la noche y estaba presentado por Encarna Sánchez.
Tras dos meses de emisiones en Antena 3, la cadena decidió no renovar el programa.
Desde su estreno, el programa tuvo unos índices de audiencia moderados, siendo estos muy bajos en los últimos programas que se emitieron.

## Formato
Cada semana el programa contaba con la presencia de un invitado, generalmente personajes relacionados con el mundo del espectáculo. Estos eran entrevistados por la periodista Encarna Sánchez, que entrevistó en este programa a personalidades como Isabel Pantoja, Lola Flores, Julio Iglesias o Juan Pardo entre otros. Después de la entrevista, alguno de los invitados realizaba una actuación musical.
Tras dos meses de emisiones, la cadena de televisión Antena 3 decidió dejar de emitir el programa, tras los bajos índices de audiencia obtenidos. La periodista Encarna Sánchez alegó que el programa solo se emitía en cuatro ciudades de España.